# Троекуровский сельсовет (Чаплыгинский район)
Троекуровский сельсовет — сельское поселение в Чаплыгинском районе Липецкой области Российской Федерации.
Административный центр — село Троекурово.

## География
Троекуровский сельсовет расположен в северо-западной части Чаплыгинского района Липецкой области с административным центром в селе Троекурово. Административный центр находится на расстоянии 100 км, от областного центра и 22 км от районного центра – г. Чаплыгин. Общая площадь Троекуровского сельсовета составляет 78,2 кв. км.
Достаточно хорошо развита транспортная инфраструктура. По территории Троекуровского сельсовета проходит ветка Юго-Восточной железной дороги Мичуринск-Павелец, имеется железнодорожная станция «Троекурово» со своим зданием и инфраструктурой, удобные подъездные пути.
Протяжённость сети дорог фактически составляет 19,4 км, в том числе: асфальтированных дорог 12,4 км (64% общей дорожной сети), из них областного значения - 5 км, отсыпанных щебнем – 2 км, грунтовых дорог – 5 км.
Общая площадь земель - 7810 га, из них сельхозугодий - 7257 га, из них застроенных - 322 га.

## История
Статус и границы сельского поселения установлены Законом Липецкой области от 23 сентября 2004 года № 126-ОЗ «Об установлении границ муниципальных образований Липецкой области»

## Население
| 2010 | 2012  | 2013 | 2014 | 2015 | 2016 | 2017 |
| ---- | ----- | ---- | ---- | ---- | ---- | ---- |
| 1029 | ↘1006 | ↘994 | ↘975 | ↘972 | ↗976 | ↘942 |
| 2018 | 2021  |      |      |      |      |      |
| ↘914 | ↘838  |      |      |      |      |      |

## Состав сельского поселения
| № | Населённый пункт | Тип населённого пункта       | Население |
| - | ---------------- | ---------------------------- | --------- |
| 1 | Епинетово        | деревня                      | 0         |
| 2 | Набережное       | село                         | ↘0        |
| 3 | Никольское       | село                         | ↘58       |
| 4 | Руденки          | деревня                      | 0         |
| 5 | Сторожевая       | деревня                      | 0         |
| 6 | Троекурово       | село, административный центр | ↘971      |